# Josef Pleticha
Josef Pleticha (10. února 1902, Motyčín – 6. ledna 1947 ]) byl český fotbalista, záložník, československý reprezentant.

## Sportovní kariéra
Za československou reprezentaci odehrál v letech 1924–1931 devět utkání. Hrál za Slavii Praha a získal s ní tři mistrovské tituly – roku 1925, 1929 a 1930. Český sportovní novinář a historik Zdeněk Šálek o něm v encyklopedii Slavné nohy napsal: "Statný, tvrdý, s rozvahou hrající centrhalv z proslulé slavistické řady Vodička-Pleticha-Čipera"